# Ricky Wilde (musicien)
 (novembre 2024).
Si vous disposez d'ouvrages ou d'articles de référence ou si vous connaissez des sites web de qualité traitant du thème abordé ici, merci de compléter l'article en donnant les références utiles à sa vérifiabilité et en les liant à la section « Notes et références ».
Cet article concerne le musicien. Pour l'athlète, voir Ricky Wilde.
Ricky Wilde (né Richard James Reginald Steven Smith, 6 novembre 1961, parfois cité sous le nom Ricki Wilde) est un compositeur, musicien, producteur de disques britannique et frère de la chanteuse Kim Wilde, ainsi que fils du chanteur et acteur Marty Wilde. 

## Biographie
À l'âge de 11 ans, Ricky Wilde signe un contrat avec le label UK Records de Jonathan King et sort son premier single en novembre 1972, "I am an astronaut". Par la suite, il sort les titres "Do It Again, a Little Bit Slower", "I Wanna Go to a Disco" et "Teen Wave". Cependant, le succès n'est pas au rendez-vous, malgré quelques hits en Scandinavie et en Espagne.
C'est lors de l'enregistrement de nouveaux morceaux qu'est "découverte" sa sœur Kim. Ricky Wilde trouve alors un nouveau rôle de producteur et co-auteur. Après que Kim Wilde s'est mise en retrait de la scène pop, Ricky Wilde a continué à travailler dans l'industrie musicale. En 2005, il a été un des instigateurs du groupe Sonic Hub, et du label Sonic Hub Records.
"I Am an Astronaut" a été reprise par Snow Patrol pour la compilation "Colours Are Brighter" et sur la face B du simple "Open Your Eyes". Elle a également été reprise en version suédoise par Linus Wahlgren en 1985 puis par le neveu de ce dernier, Benjamin Ingrosso, en 2007, tous deux des enfants comme Ricky lorsqu'il l'avait enregistrée.